# 1999 en littérature
| Années de la littérature : 1996 - 1997 - 1998 - 1999 - 2000 - 2001 - 2002    |
| Décennies de la littérature : 1960 - 1970 - 1980 - 1990 - 2000 - 2010 - 2020 |

Cet article présente les faits marquants de l'année 1999 en littérature.

## Événements
- En février, la dramaturge britannique de 28 ans Sarah Kane achève la rédaction de sa dernière pièce, 4.48 Psychose, avant de se suicider le 20 à l'hôpital King's College de Londres.
- Patrick Rödel, auteur de Spinozza, le masque de la sagesse, biographie imaginaire (1997) accuse de plagiat Alain Minc pour Spinozza, un roman juif. Trente-six emprunts sont recensés. Le 28 novembre 2001, Alain Minc est condamné par le TGI de Paris.

## Presse
- La revue Aeroplane Monthly change de nom pour Aeroplane

## Parutions

### Bande dessinée
Tous les albums de BD sorti en 1999
1. Baru : Les Années Spoutnik (4 tomes), éd. Casterman.

### Biographies et souvenirs
1. Jacques Dalarun : Claire de Rimini, éd. Payot, 286 pages, réédition.
2. Chiara Frugoni : Saint François d'Assise, la vie d'un homme, éd. Hachette, Pluriel no 937.
3. Caroline Gutmann : Le testament du docteur Lamaze, éd. Lattès, 280 pages. Le médecin qui a introduit l'accouchement sans douleur en France.
4. Alain Minc : Spinozza, un roman juif, éd. Gallimard.
5. Olivier Todd : Albert Camus. Une vie, éd. Gallimard Folio, 1 200 pages.

### Essais
1. Baudouin de Bodinat, La Vie sur terre, tome second, Éditions de l'Encyclopédie des Nuisances.
2. Denis Eckert et Vladimir Kolossov, La Russie, Éd. Flammarion, coll. Dominos.
3. Encyclopédie des Nuisances, Remarques sur l'agriculture génétiquement modifiée et la dégradation des espèces.
4. Nancy Huston, Nord perdu, Actes Sud, coll. « Un endroit où aller », 130 pages.
5. Jean-Marc Mandosio, L'Effondrement de la très grande Bibliothèque nationale de France, Éditions de l'Encyclopédie des Nuisances.
6. Qiao Liang et Wang Xiangsui (colonels chinois), La Guerre hors limites. La prise de conscience par la Chine de l'importance de la cyberguerre.
7. Monique Wittig, Paris-la-Politique, Éditions P.O.L.
8. Zheng Yi Stèles rouges : du totalitarisme au cannibalisme, éd. Bleu de Chine,  (ISBN 978-2-910884-13-0).

#### Histoire
1. Élisabeth Badinter : Les Passions intellectuelles - I. Désirs de gloire (1735-1751), éd. Fayard, 540 pages. Émergence de l'intellectualisme au XVIIIe siècle.
2. Guillaume de Bertier de Sauvigny en collaboration avec Pierre-Jean Deschodt : La Restauration en question, éd. Bartillat, 188 p..
3. Daniel Cordier, Jean Moulin. La République des catacombes, éd. Gallimard.
4. John Keegan : Anatomie de la bataille, éd. Agora Pocket.
5. Gérard Le Bouëdec : Les Bretons sur les mers, éd. Ouest-France, 252 p..
6. Jacques Le Goff : Saint François d'Assise éd. Gallimard, 222 p.. Recueil de ses articles parus entre 1967 et 1981.
7. George L. Mosse, préface de Stéphane Audoin-Rousseau : De la Grande Guerre au totaritalisme. La brutalisation des sociétés européennes (Fallen Soldiers. Reshapping the Memory of the world war), éd. Hachette, Littératures, 294 p..
8. Pierre Péan, La Diabolique de Caluire, éd. Fayard.
9. Guy Thibault : Auteuil, hier et aujourd'hui. Histoire des courses d'obstacles (Tome I, 1830-1915), éd. du Castelet, 285 p..
10. Jacques Choffel, Richard Sans Peur : Duc de Normandie 932-996, Paris, Éditions Fernand Lanore, 1999, 221 p. (ISBN 978-2-85157-177-9, lire en ligne)

- Éric Zemmour, Le Dandy rouge, Plon,  (ISBN 9782259190589)

#### Littérature
1. Pierre Boutang : Les Abeilles de Delphe, éd. des Syrtes, 509 pages, réédition 1952. Soixante des articles de celui qui voulut « être à l'abri de Sartre » et des entrepreneurs en nihilisme.
2. Gaïto Gazdanov : Dernier Voyage, éd. Mercure de France, 282 pages. Le bonheur de vivre à Paris.
3. Jean-Marc Mandosio, L'Effondrement de la très grande Bibliothèque nationale de France, Éditions de l'Encyclopédie des Nuisances.
4. Jean-Yves Tadié : Proust : La cathédrale du temps, coll. « Découvertes Gallimard » (no 381), éd. Gallimard.

#### Philosophie
1. Luciano De Crescenzo : Les Grands philosophes de la Grèce antique, éd. de Fallois, 346 pages. Une initiation à la philosophie antique.

#### Politique
1. Patrick Besson (écrivain et journaliste), Contre les calomniateurs de la Serbie.
2. Lucian Boia (historien), La Mythologie scientifique du communisme, éd. Les Belles Lettres, 225 pages. Une anthologie du mensonge soviétique dans le domaine des sciences.
3. Luc Boltanski et Eve Chiapello (sociologues), Le Nouvel Esprit du capitalisme, éd. Gallimard. Sur le processus de récupération de la pensée critique par le discours marchand.
4. Jean Borie, Archéologie de la modernité, éd. Grasset, 340 pages.
5. François Fejtő, Le printemps tchécoslovaque 1968, éd. Complexe.
6. François Fejtő, Le passager du siècle, éd. Hachette Littérature.
7. Sylviane Gasquet-More : Plus vite que son nombre, éd. Le Seuil. Ce qui se cache derrière les statistiques.
8. Jacques Généreux, Introduction à la politique économique, Éditions du Seuil (Points Économie), Paris,  (ISBN 978-2-02-039651-6).
9. Michel Rocard, Mutualité et droit communautaire.
10. André Santini, Des vessies et des lanternes, éd. Numéro 1, 188 pages. Les mensonges des pseudo-scientifiques dans les sociétés libérales.
11. Éric Werner, L'Avant-guerre civile, éd. L'Âge d'Homme, coll. Mobiles politiques, 117 pages  (ISBN 2-8251-1196-1).

#### Politique en France
1. Jean Cluzel : À propos du Sénat et de ceux qui voudraient en finir avec lui, éd. L'Archipel, 143 pages.
2. Pierre-Angel Gay : François Pinault milliardaire. Les secrets d'une incroyable fortune, éd. Balland, 239 pages.
3. Michel Grossiord : L'Actualité à son comble, éd. Édition no 1, 176 pages.
4. Laurence Loeffel, Ferdinand Buisson, éd. Hachette  (ISBN 2-01-170595-9).
5. Patrick Poivre d'Arvor et Éric Zemmour : Les Rats de garde, éd. Stock, 112 pages. Essai en forme de réquisitoire sur les dérives "américaine" de l'information en France, une société où se banni toute forme de secret personnel ou privé au non du sacro-saint "droit à l'information".

#### Religions
1. Armand Abécassis : En vérité je vous le dis. Une lecture juive des évangiles, éd. Édition no 1, 352 pages, Aux fondements du christianisme.
2. Denis Biju-Duval : Croire n'est pas si compliqué - Petit guide de la Foi chrétienne, éd. Emmanuel.
3. Odon Vallet : Une autre histoire des religions, coll. « Découvertes Gallimard », éd. Gallimard.

### Livres d'Art et sur l'Art
1. Association pour le Respect de l'Intégrité du Patrimoine Artistique (A.R.I.P.A.), Chronique d'un saccage. La Restauration en question, Bulletins de l'A.R.I.P.A. 1 à 19, Éditions Ivrea.
2. Jacques Dupin, Alberto Giacometti, éd. Farrago.
3. Patrick Favardin, Les années 1950, Coll. Carnet du chineur, Paris, Le Chêne, 1999  (ISBN 978-2-84277-086-0)
4. Louis Frédéric, Le Japon : Dictionnaire et civilisation, éd. Robert Laffont, coll. « Bouquins », 1470 pages,  (ISBN 978-2-221-06764-2)
5. Stefano Zuffi et Francesca Castria : La Peinture baroque, éd. Gallimard, 400 pages.

### Poésie
- Matilde Camus (espagnole) :
  - Clamor del pensamiento ("Clameur de la pensée").
  - Cancionero multicolor ("Collection de poèmes multicolore").
  - La estrellita Giroldina ("Giroldina l'étoile").
- Bernard Collin, Les milliers les millions et le simple, Éditions Ivrea.
- Philippe Grand, Tas IV, Éditions Ivrea.
- Roger Lewinter aux Éditions Ivrea :
  - Le Centre du cachemire
  - Le Vide au milieu
  - L'Apparat de l'âme
  - Mallarmé, et l'écriture de la prose
- Dejan Stojanović (serbe) : Sunce sebe gleda (Le soleil se mire), Književna reč, Belgrade[1].
- Denis Vanier, L'Urine des forêts, éd. Les Herbes rouges. Grand prix du livre de Montréal.

### Publications
1. Hélène Carré Tornézy, Infirmière en Indochine (1950-1952). Témoignage d'une épouse d'officier français à Saïgon.
2. Alain Etchegoyen et Jean-Jacques Goldman, Les pères ont des enfants, éd. Le Seuil. Sur la paternité, le couple et la famille.
3. Armand Guibert, Périple des îles tunisiennes, éd. L'Esprit des péninsules, 144 pages. Édition d'un texte de 1938.
4. Jacques Jauffret, Crabes et alligators. Témoignage sur l'épopée des groupes amphibies de la Légion qui combattirent le Viet-minh dans les plaines d'Annam et du Tonkin.
5. Jean-Dominique Merchet et Marie Babey (photos), Les commandos Marine, éd. France Delory.
6. Christian Oster (avec Willi Glasauer), Le Colonel des petits pois et autres histoires.
7. Christian Oster (avec Willi Glasauer), Le prince qui cherchait l'amour et autres histoires.
8. Jean-Marie Pelt, La Plus belle histoire des plantes avec M. Mazoyer, Théodore Monod et J. Giradon, éd. Le Seuil.
9. Jean-Marie Pelt, La Cannelle et le panda, éd. Fayard.
10. Alain Rondeau, L'Appel du Maroc, éd. Flammarion.
11. Georgina Souty et Pascal Dupont, Destin de mères, destins d'enfants; de l'abandon aux retrouvailles, postface de Geneviève Delaisi de Parseval, éd. Odile Jacob.
12. Dejan Stojanović, Razgovori (Conversations), Književna reč, Belgrade[2].

### Romans
Tous les Romans parus en 1999

#### Auteurs francophones
1. Liliane Amri, La Vie à tout prix : des camps de la mort aux gourbis des Aurès, Presses de la Renaissance
2. Christine Angot, L'Inceste, éd. Stock
3. Metin Arditi (suisse), Le Mystère Machiavel, éd. Zoé.
4. Bernard Chapuis, L'Année dernière, éd. Stock
5. Tahar Djaout : Le Dernier Été de la raison
6. Jean Echenoz, Je m'en vais, Les Éditions de Minuit
7. Frédéric H. Fajardie, Quadrige, éditions de la Table ronde.
8. Alexandre Jardin, Autobiographie d'un amour, éd. Gallimard.
9. Régis Jauffret, Clémence Picot.
10. Joseph Joffo, Andreï ou le hussard de l'espérance, éd. Ramsay.
11. Vincent Landel, Place de l’Estrapade, Éditions de la Table ronde.
12. Jean-Christophe Rufin, Les Causes perdues, éd. Gallimard. Prix Interallié 1999. Réédité avec le titre Asmara et les causes perdues en Folio.
13. Christophe Spielberger, Touché !, éd. du Seuil.
14. Bruno Tessarech : Les Grandes personnes, éd. Calmann-Lévy
15. Olivier Charneux, L'enfant de la pluie, éd. du Seuil, roman autobiographique

#### Auteurs traduits
1. Edouard al-Kharrat (Égyptien) :  Les Pierres de Bobello, traduit par Jean-Pierre Milelli, éd. Actes Sud.
2. JM Coetzee, publie Disgrâce en anglais (traduction française en 2001) et obtiendra pour ce livre le Booker Prize.
3. Andrew Crumey (écossais) traduit par Alain Gnaedig : Le Principe d'Alembert, éd. Calmann-Lévy, 225 pages. Une biographie romancée de l'encyclopédiste d'Alambert
4. Richard Matheson : Derrière l'écran et Intrusion, éd. Flammarion, 333 pages et 295 pages. De la science-fiction.
5. Philip Pullman : J'étais un rat !, traduit par Anne Krief, éd. Gallimard, coll. Folio Junior
6. Neal Stephenson : Cryptonomicon.
7. Josef Winkler (autrichien) : Shmashana, traduit par Éric Dortu, éd. M.E.E.T.
8. Don Winslow (américain), À contre-courant du grand toboggan, éd. Gallimard.

## Décès
- 20 février : Sarah Kane, dramaturge britannique (° 3 février 1971).
- 14 mai : Grete Weil, écrivaine allemande (° 18 juillet 1906).
- 15 mai : Anatoli Ivanov, écrivain soviétique (° 15 mai 1928).
- 25 septembre : Marion Zimmer Bradley, romancière américaine (° 3 juin 1930).
- 28 octobre : Rafael Alberti, poète et dramaturge espagnol (° 16 décembre 1902).
- 19 novembre : Nathalie Sarraute, écrivain française (° 18 juillet 1900).
- 12 décembre : Joseph Heller, romancier américain (° 1er mai 1923).